# Phytosauria
A Phytosauria rend a késő triász időszakban élt archosaurusok egyik csoportja, melybe nagy méretű (2–12 méter hosszúságú), félig vízi életmódot folytatott ragadozók tartoztak. Egyetlen családjuk vált ismertté, a Phytosauridae vagy Parasuchidae. A krokodilokéra emlékeztető hosszú pofarésszel és súlyos páncélzattal rendelkeztek, az életmódjuk is (nyilván) hasonló volt, így ezek az állatok például szolgálnak a konvergens evolúcióra. Nevük, melynek jelentése 'növény gyíkok' nagyon félrevezető, ugyanis az állcsontjuk egyértelműen ragadozó életmódra utal, ám az első személy, aki leírást készített róluk, tévesen növényevőknek vélte ezeket az állatokat.
Bár a phytosaurusok nem voltak igazi krokodilok, a rokonságukba tartoztak, ugyanis a phytosaurusoknak és a proto-krokodiloknak közös ősük volt, a korai crurotarsik között. A krokodilok nem váltak a phytosaurusokhoz hasonlóvá a kora jura időszak során.
Ezek az állatok nagyon elterjedtek voltak, fosszíliáikra Európa, Észak-Amerika (Alberta), India, Marokkó, Thaiföld és Madagaszkár területén is rátaláltak.

## Korai felfedezések

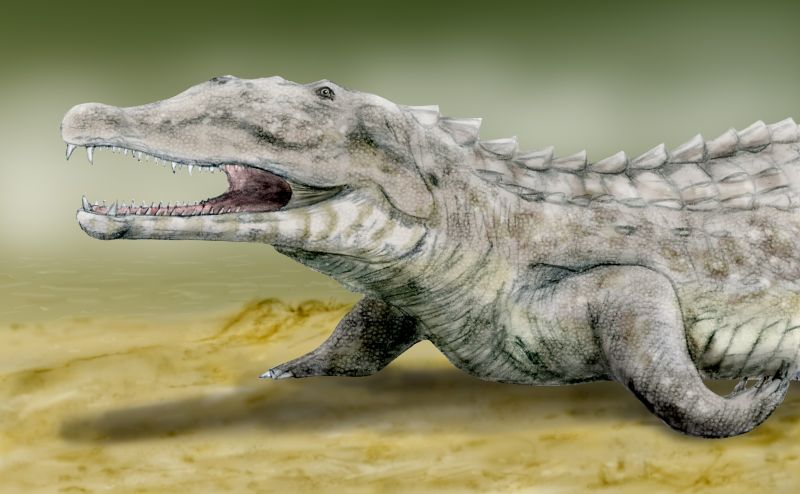
A Smilosuchus gregorii rekonstrukciója

Az első phytosaurus fosszília megtalálásakor nem vált azonnal nyilvánvalóvá, hogy ezek az állatok milyen fajhoz tartoztak. A elsőként tudományos nevet kapott faj a Phytosaurus cylindricodon (nevének jelentése 'hengeres fogú növény gyík') volt, melyet 1828-ban G. Jaeger nevezett el, aki az állcsontban talált megkövesedett sarat növényevő fogazatnak vélte. A példány gyengén őrződött meg (nem diagnosztikus) és a faj nevét már nem tekintik érvényesnek. Magát a Phytosauria csoportot Hermann von Meyer német őslénykutató nevezte el 1861-ben, az első faj után.
A következőként leírt faj a Belodon plieningeri szintén von Meyertől kapta a nevét. 1875-ben, miután Indiában felfedezte a Parasuchus hislopi részleges koponyáját, Thomas Henry Huxley megalkotta a Parasuchia ('krokodilokhoz közeli') nevet, amivel a csoport krokodilokhoz való nagy mértékű hasonlóságát kívánta jelezni. Ezt a példányt rendszerint nem tekintik diagnosztikusnak, és a Parasuchus nevet Paleorhinusra cserélték. Habár az egyes szakértők a Parasuchidae és a Phytosauridae családneveket továbbra is felváltva használják, ezen állatokra általánosan phytosaurusokként hivatkoznak, annak ellenére, hogy nyilvánvalóvá vált húsevő mivoltuk.

## Krokodiloktól való eltérés
Bár a megjelenésük és az életmódjuk nagy mértékben hasonlít a krokodilokéra, számos kisebb eltérés különbözteti meg őket az igazi krokodiloktól. Például a phytosaurusok bokájának felépítése jóval kezdetlegesebb, mint bármelyik krokodilé. Továbbá a phytosaurusoknál hiányzik a csontos másodlagos szájpadlás, ami a krokodilok számára lehetővé teszi, hogy akkor is tudjanak lélegezni, ha a szájuk tele van vízzel. Lehetséges azonban, hogy a phytosaurusoknak is volt egy húsos szájpadlása, amit sok mezozoikumi krokodil esetében is feltételeznek. De ami ennél is fontosabb, hogy a phytosaurusok orrnyílásai a szemeiknél magasabban helyezkedtek el, ellentétben a krokodilokkal, melyeknél az orrlyukak a pofa eleje közelében találhatók. E módosulás révén képesek lehettek lélegezni akkor is, amikor a testük többi része a víz alatt volt.

## A három morfotípus

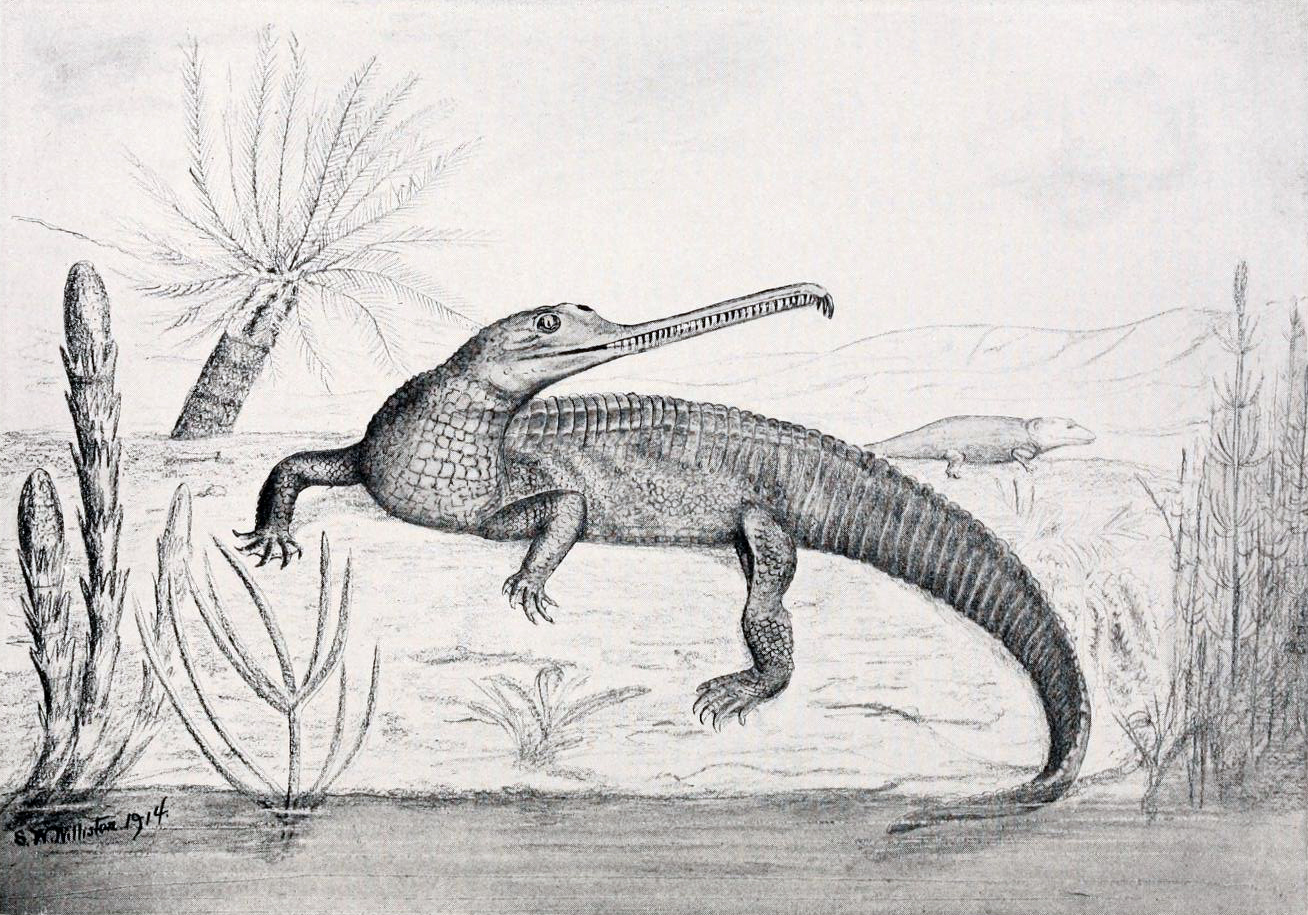
Egy phytosaurusról készült illusztráció 1914-ből

A phytosaurusok koponyáját három különböző morfotípus jellemzi, melyek a táplálkozási és egyéb szokásaikhoz kötődnek és (azzal ellentétben ahogy egykor feltételezték) nem az evolúciós kapcsolataikhoz. Ezek a koponyajellemzők a fogazat jellegzetességeihez kötődnek; pontosabban a fogak különbségeihez vagy hasonlóságaihoz.
A dolichorosztrális ('hosszú pofájú') típusnak hosszú, keskeny pofarésze és nagy, egyforma kúpos fogai voltak. Valószínűleg halevők voltak, mivel ezek a fogak alkalmasabbak voltak a gyors csúszós zsákmány elfogására, mint a szárazföldi állatok megragadására. Közéjük tartozik a Paleorhinus, a Rutiodon carolinensis és a Mystriosuchus. Egykor úgy hitték, hogy a Paleorhinus és a Mystriosuchus a phytosaurusok egy külön csoportját (a von Huene által 1915-ben elnevezett Mystriosuchinae/Mystriosuchidae alcsaládot/családot) képviselik, melyre ez a tulajdonság jellemző, de később kiderült, hogy a Mystriosuchus valójában közelebbi rokonságban áll az altirosztrális Pseudopalatusszal.
A brachyrosztrális ('rövid pofájú') típus pofarésze masszív, széles, koponyája és állkapcsa pedig erős. Elöl agyarszerű, a zsákmány megtartását segítő fogakkal rendelkezett, hátsó fogai pedig pengeszerűek voltak, a hús könnyen lenyelhető darabokra aprítására szolgáltak. Ezek a heterodont fogazattal rendelkező nagy erejű állatok erős, harcias zsákmány, például a vízhez inni járó szárazföldi állatok elejtéséhez alkalmazkodtak. Ebbe a csoportba tartozik a Nicrosaurus és a Smilosuchus.
Az altirosztrális ('magas pofájú') állatok átmenetet képeztek a két másik csoport között. Szintén heterodont fogazatuk volt, de nem volt annyira nagy a különbség a fogaik között, mint a brachyrosztrális phytosaurusoknál. A táplálkozási módjuk is valószínűleg általánosabb volt. Jellegzetes képviselőjük az Angistorhinus és a Pseudopalatus.
A modern krokodiloknál szintén tapasztalható hasonló morfológiai különbség, jó példa erre a széles pofarésszel rendelkező altirosztrális aligátor és a hosszú orrú, dolichorosztrális gaviál.
A phytosaurusok súlyos, (a fosszíliákban gyakran megtalálható) csontos bőrlemezekkel (scutumokkal) védett páncélzata erősebb volt, mint a krokodiloké, emellett a testük alsó részét sűrűn elhelyezkedő hasi bordák védték.

## Fejlődéstörténet és kapcsolatok

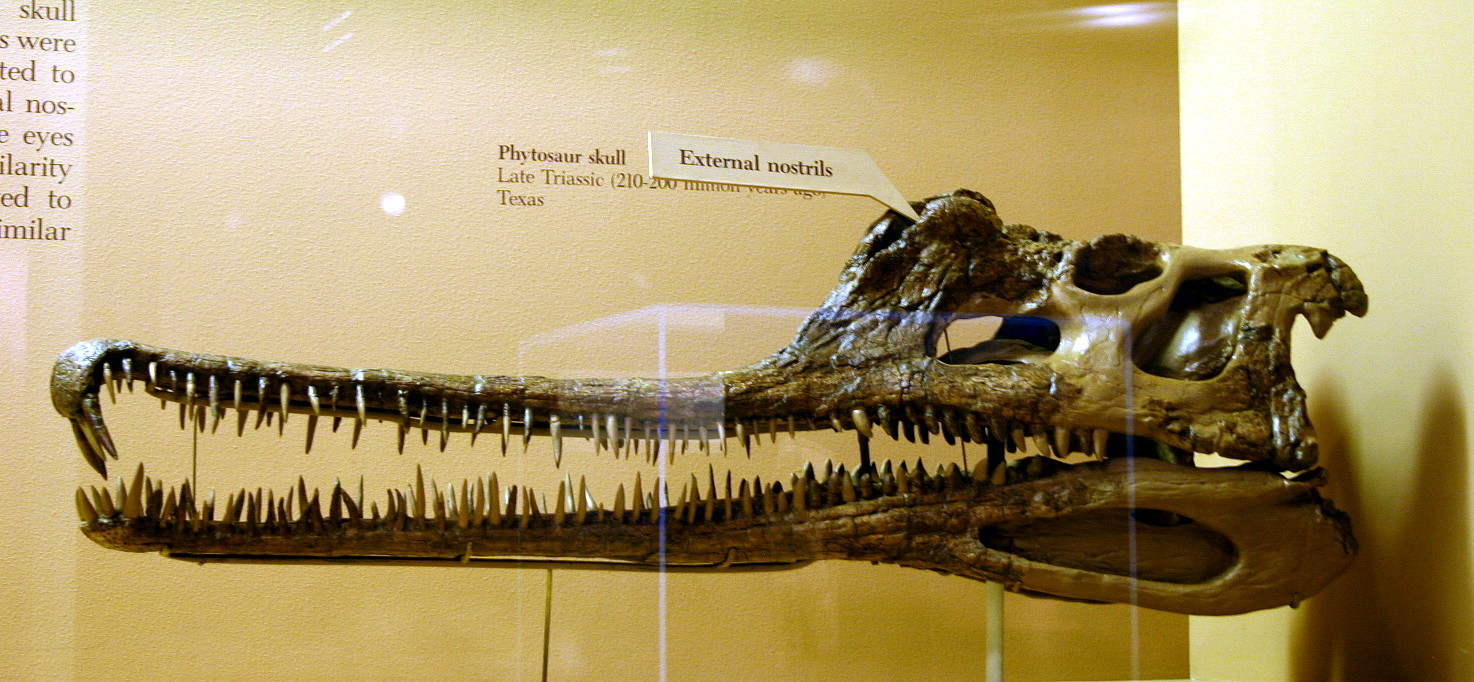
A Phytosaurus koponyája

A meghatározatlan crurotarsi ősöktől származó phytosaurusok legelőször a karni korszakban tűntek fel. Nem kerültek elő egyértelmű átmeneti fosszíliák, az elsőként talált phytosaurusok már teljesen kialakultak, és nagy mértékben egyedivé váltak. Korai képviselőik a kezdetleges és specializálatlan, de igen elterjedt Paleorhinus nemhez tartoztak. A valamivel fejlettebb és nagyobb Angistorhinus körülbelül ekkor, vagy valamivel később jelent meg. Később, a karni korszak során mindkét állatot jóval specializáltabb phytosaurusok váltották fel, mint például a Rutiodon, a Leptosuchus, és az óriás Smilosuchus. A karni-nori kihalási esemény során ezek az állatok kihaltak, és a kora nori idejére olyan új nemek bukkantak fel, mint a Nicrosaurus és a Pseudopalatus, melyek a legfejlettebb phytosaurus kládhoz, a Pseudopalatinae alcsaládhoz álltak közel. A fejlett és egyedi halevő Mystriosuchus a nori korszak közepén jelent meg. E széles körben elterjedt állat maradványai Németország, Észak-Olaszország és Thaiföld területén is előkerültek. Végül Észak-Amerika délnyugati részén feltűnt a nagy méretű Redondasaurus és az európai altirosztrális Angistorhinopsis ruetimeyeri. melyek már a rhaeti korszak phytosaurusai közé tartoztak. A mai Egyesült Államok keleti partján (a Newark Supergroupban) a rhaeti korszakbeli phytosaurusok (az Apatopus nevű ichnotaxon) lábnyomait is felfedezték. Mindez arra utal, hogy a phytosaurusok sikeres állatokká váltak a triász időszak végére, mikor más nagy testű crurotarsikkal együtt kipusztultak a triász–jura kihalási esemény során. Nagyjából 50 millió év telt el, mire hasonló hüllők fejlődtek ki (a kora és középső jura időszak igazi krokodiljai kicsi, teljesen szárazföldi vagy tengeri állatok voltak).

## Nemek
| Nem               | Státusz                     | Időszak     | Lelőhely                          | Megjegyzés | Kép |
| ----------------- | --------------------------- | ----------- | --------------------------------- | --- | --- |
| †Angistorhinopsis | Nomen dubium (kétséges név) | késő triász | - Európa                          | von Huene úgy vélte, hogy hasonlított a korábbi Angistorhinusra. Jelenleg kétséges névnek tekintik. A Pseudopalatinae alcsalád tagja.                                                             |     |
| †Angistorhinus    | érvényes                    | késő triász | - Afrika - Észak-Amerika          | Az Rutiodonra és a Leptosuchusra utal[forrás?]. |     |
| †Arribasuchus     | fiatal szinonima            |             |                                   | A Pseudopalatus fiatal szinonimája. |     |
| †Belodon          | Nomen dubium                | késő triász | - Európa                          | Egy kétséges európai pseudopalatina nem. Számos maradványát a Belodonénak, vagy más állatokénak tulajdonították, illetve saját nemet hoztak létre a számukra. A Belodon név jelentése 'nyíl fog'. |     |
| †Brachysuchus     | érvényes                    |             |                                   | |     |
| †Centemodon       | érvényes                    | késő triász | - Észak-Amerika                   | |     |
| †Coburgosuchus    | érvényes                    |             |                                   | |     |
| †Ebrachosuchus    | érvényes                    |             |                                   | |     |
| †Leptosuchus      | érvényes                    |             |                                   | |     |
| †Mesorhinosaurus  | érvényes                    |             |                                   | |     |
| †Mystriosuchus    | érvényes                    | késő triász | - Európa                          | pseudopalatina |     |
| †Nicrosaurus      | érvényes                    | késő triász | - Európa                          | pseudopalatina |     |
| †Paleorhinus      | érvényes                    | késő triász | - Észak-Amerika - Európa - Afrika | |     |
| †Parasuchus       | érvényes                    |             |                                   | |     |
| †Pseudopalatus    | érvényes                    |             |                                   | pseudopalatina |     |
| †Redondasaurus    | érvényes                    |             |                                   | A pseudopalatina Typothorax lehetséges fiatal szinonimája. |     |
| †Rutiodon         | nem érvényes                | késő triász | - Európa - Észak-Amerika          | |     |
| †Smilosuchus      | érvényes                    |             |                                   | |     |

## Fordítás
- Ez a szócikk részben vagy egészben  a   Phytosaur című angol Wikipédia-szócikk ezen változatának fordításán alapul.  Az eredeti cikk szerkesztőit annak laptörténete sorolja fel. Ez a jelzés csupán a megfogalmazás eredetét és a szerzői jogokat jelzi, nem szolgál a cikkben szereplő információk forrásmegjelöléseként.

## Külső hivatkozások
- Ben Creisler: Translation and Pronunciation Guide. [2005. április 3-i dátummal az eredetiből archiválva]. (Hozzáférés: 2008. november 14.)
- William P. Wall; Adrian P. Hunt, Vincent L. Santucci: A Preliminary Biomechanical Analysis of Phytosaur Life Habits. [2005. március 6-i dátummal az eredetiből archiválva]. (Hozzáférés: 2008. november 14.)
- Palaeos Vertebrates 270.530 Archosauromorpha: Archosauria: Phytosauridae (Parasuchia). [2005. április 9-i dátummal az eredetiből archiválva]. (Hozzáférés: 2008. november 14.)
- Mikko's Phylogeny – †Phytosauria – phytosaurs. (Hozzáférés: 2008. november 14.)
- Great Triassic Assemblages Pt 1 - The Chinle and Newark. (Hozzáférés: 2008. november 14.)